# 最終兵器俺達
最終兵器俺達（さいしゅうへいきおれたち）は、日本のゲーム実況グループ。キヨ、こーすけ、ヒラ、フジの4人組。略称は最俺（さいおれ）。YouTubeにゲーム実況動画を投稿する他、個人でもゲーム実況者、タレント、ミュージシャンとしてそれぞれ活動している。過去にはニコニコ動画に動画を投稿していた。全員が北海道出身で高校の同級生である。
実況では、桃太郎電鉄シリーズなどでよく集まったりしている。

## 来歴
2009年、キヨがニコニコ動画のゲーム実況を自分もやってみたいと思い、高校の同級生だったこーすけを誘う。動画を収録するための機材が無かったため、パソコンに詳しいヒラと3人で札幌駅前の電器店へ買いに行った。その後、キヨとこーすけは「K&K」としてゲーム実況を投稿するが、現在は削除している。10月20日、キヨの現存するゲーム実況動画としては最初の「ポケットモンスター プラチナ」をニコニコ動画に投稿。10月25日にはこーすけと2人で「青鬼」のゲーム実況を投稿する。このシリーズ内でこーすけが「最終兵器彼女」が好きだという理由で最終兵器俺達の名が正式に決定する。その後11月15日にヒラ、11月23日にフジが助っ人として参加。初期の最俺はキヨとこーすけの2人組だったが、次第に4人で活動するようになる。初めは2人実況が多かったが、次第にソロや3人、4人実況など様々なスタイルで実況動画を投稿するようになる。この当初から最終兵器俺達の動画は基本的にキヨが投稿していた。
2010年6月19日、第一回最終兵器俺ラジオを生配信する。キヨとこーすけが出演しもこうをゲストに招いたラジオ番組だったが、回線トラブル等によりグダグダになってしまい最俺の歴史から消されてしまった。その後もラジオ配信は不定期に開催されている。
2011年1月29日、初めて最終兵器俺達4人全員が揃った実況マリオパーティ3を投稿する。
2012年1月3日、キヨとこーすけが初めてニコニコ動画の公式生放送に出演する。これはこーすけがニコニコ運営側に逆オファーを送り、前日に急遽出演が決まったものだった。2月25日、初の実写シリーズ「ぼくのふゆやすみ」が公開される。佐賀よかでしょう（現在の釣りよかでしょう。）が北海道のこーすけの家に1週間滞在し最終兵器俺達とコラボする企画で、最俺の4人は帽子、ゴーグル、フェイスマスク等で顔を完全に隠して登場した。4月29日、幕張メッセで開催されたニコニコ超会議、ニコニコ超パーティーに4人で出演する。以降、ニコニコ関連の番組やイベントに頻繁に呼ばれるようになり、活動の幅を広げていく。12月22日、最終兵器俺達のニコニコミュニティのレベルがゲーム実況者として初めて上限の256レベルに到達する。
2013年2月24日、神戸 THE CHICKEN GEORGEで単独イベント「～最終兵器俺達～ 公開ゲーム実況」を開催する。最終兵器俺達としてのイベントはこれが唯一で以降開催されていない。
2014年3月1日、キヨがYouTubeにチャンネルを開設。その後9月にこーすけ、12月にフジ、2015年11月にヒラがYouTubeへの動画投稿を開始する。
2015年7月10日、顔バレが原因でキヨが素顔を公開する。10月25日にはさいたまスーパーアリーナで開催されたニコニコ超パーティー2015のステージ上でこーすけが素顔を公開する。以降キヨとこーすけは顔を出して活動するようになった。
2017年4月8日、キヨの提案からゲーム実況のための新居を4人で借りたことを動画で発表した。
2018年3月、総務省が作成した「eスポーツ産業に関する調査研究報告書」で、ニコニコ動画から生まれた有名ゲーム実況者として、幕末志士、もこうとともに言及された。

## メンバー

### キヨ
身長182cm。愛称は「キヨ」「ヨーキー」。活動最初期は「足フェチのキヨ」と名乗っていた。ボケ、動画編集担当。
活動初期は金髪に黒縁メガネでマスクを着用。現在は髪の毛先の色が赤になっている。2015年7月10日に顔バレして以来素顔を公表している。pixivやニコニコ静画に投稿された絵では、キヨ自身がアイコンとして使用している「キヨ猫」という、黒くて特徴的な顔をした猫と共に描かれることが多い。元ネタはクロネコヤマトの宅急便の猫。
同じゲーム実況者のレトルト、牛沢、P-P、つわはす、ガッチマン等とは古くから交友関係があり、歌い手のまふまふ、天月-あまつき-、となりの坂田、Eve等とも交流がある。好きなものはサッカー、綾鷹、牛タン 、女優の佐々木希、乃木坂46（中でも橋本奈々未）、欅坂46。苦手なものはカラス、野菜（特にキュウリ） 、高校時代の先輩である。また、コーヒーと紅茶が飲めない。
2017年9月22日、YouTubeのチャンネル登録者数が100万人を突破した。
レトルトと不定期にゲーム実況イベントを開催し、2018年1月6日には日本武道館でLEVEL.3公演、同年12月26日にはさいたまスーパーアリーナでLEVEL.4公演、2020年2月1日にはLEVEL.5 -FINAL-をさいたまスーパーアリーナ・スタジアムモードで行った。
2020年4月25日には、YouTubeのチャンネル登録者数が200万人、2021年2月15日に300万人、2022年10月4日には400万人、2024年10月19日には500万人達成。
キヨの東京ドーム公演「キヨの東キヨドーム in TOKYO DOME ～15th Anniversary～」は、2024年10月31に東京ドームで開催された。

### こーすけ
誕生日は9月16日。愛称は「こーすけ」「こーちゃん」。活動初期は「ロリコンのこーすけ」と名乗っていた。グループのまとめ役、ツッコミ兼いじられ担当。ゲーム実況以外の活動にも積極的でメンバーの中で最もイベントやメディアへの露出が多く、番組・イベントのMCやゲスト出演などタレントとして活動している。
2011年7月9日、ゲーム実況者のもこうとカバー曲を発表する「歌うたい」プロジェクトを始動。当時ゲーム実況者が歌の動画を投稿するのは珍しかったが、ニコニコ動画の再生ランキングで6位にランクインする。その後も定期的に歌うたい動画を投稿、弾き語り配信などの音楽活動を続け、2018年にはさいたまスーパーアリーナで開催されたニコニコ超パーティー2018で米津玄師の「灰色と青」を披露した。
2015年10月25日、ニコニコ超パーティー2015のステージ上で"最終兵器俺達6周年記念"としてメンバー2人目となる素顔を公開する。それまではヒラ・フジと同様にキャップ、サングラス、マスクを付けて顔を隠していたが、この日から顔を出して活動するようになった。
2019年9月23日、「『ドラゴンクエストIII』クリアするまで帰らない」という企画後にユーチューブで行われた「打ち上げ」のライブ配信にて、酒に酔っ払って後輩や視聴者に暴言を連発し炎上。
2020年11月、過去の女性トラブルを原因に 活動を約1ヶ月半休止。同年末に活動再開。

### ヒラ
愛称は「ヒラ」「ラーヒー」。フジ同様、当初は助っ人として参加していたメンバーだった。
活動初期は黒い目出し帽を被っていたが、2014年9月7日に秋田県で行われた町会議で突然口元以外の素顔をさらした。マスクとメガネをつけている時期もあったり、髪型が時々変わったり、結構容姿が変わっている。現在はマスクだけをしている。中性的な声とは裏腹にゲス笑いが特徴的。ファッションサイコパス。ときどき毒舌をさらりと放つ。だが性格は優しい。Twitterに画像を上げるほど無類のラーメン、サーモン好き。注射とビリビリグッズが苦手。料理が得意で時折飯テロを起こす。好きな歌手は中島みゆき、またはさだまさし。
昔は東方Projectのファンだったが現在はやめている。
2021年5月12日、バーチャルYouTuberとしても活動することを発表したが、キヨ、こーすけ、フジのチャンネルでは実写として出る。
2021年8月17日には、チャンネル登録者数30万人を達成した。
2023年3月21日に投稿された「最俺北海道0点ツアー」でキヨの編集ミスにより、顔バレしている。

### フジ
愛称は「フジ」「ジーフー」。当初は助っ人メンバーであり、正式メンバーではなかった。ゲーム実況者わくわくバンドに所属しており、ベースを担当。
活動初期は茶髪にマスクとサングラス。後に現在のような黒髪に変化。特徴的な高い笑い声。メンバーとのスキンシップが多く、素早く的確なツッコミに定評がある。「Among Us」の実況でインポスターになる時は心の声がテロップに出る。
下ネタが大好きであり、くねくねとした動きが特徴的である。
活動10周年を迎えた2019年11月23日、自身のTwitterで結婚したことを報告した。

## 出演番組・イベント
フジのゲーム実況者わくわくバンドとしての出演番組・ライブイベントは「ゲーム実況者わくわくバンド#出演」を参照

## 書籍
- つもる話もあるけれど、とりあえずみんなゲーム実況みようぜ!（2011年8月1日、ハーヴェスト出版、ISBN 4434157043）
- ゲーム実況の中の人（2012年6月12日、PHP研究所、ISBN 4569805787）
- 公式ニコニコ動画の中の人 2冊目（2011年11月29日、PHP研究所、ISBN 4569800653）
- ボカロPlus mini Vol.1 最終兵器俺達×M.S.S Project 実況座談会スペシャル（2013年3月11日、徳間書店、ISBN 4197203624）
- Trickster Age Vol.3（2013年6月29日、徳間書店、ISBN 4197203691）キヨのみ
- Trickster Age Vol.4（2013年7月31日、徳間書店、ISBN 4197203705）キヨのみ
- MSSPとか最俺とかいい大人達とかが出ているゲーム実況者の本（2014年1月15日、KADOKAWA/エンターブレイン、ISBN 404729425X）
- ダ・ヴィンチ 265号（2016年5月6日、KADOKAWA）キヨのみ
- an・an 2165号（2019年8月28日、マガジンハウス）キヨのみ